# Advanced Photon Source
Pour les articles homonymes, voir APS.
Advanced Photon Source (APS) est l'un des trois plus grands synchrotrons au monde (avec SPring-8 au Japon, dans la préfecture de Hyōgo, et l'European Synchrotron Radiation Facility en France, à Grenoble). Il est situé à Chicago et géré par le Laboratoire national d'Argonne. Il a fonctionné pour la première fois le 26 mars 1995.

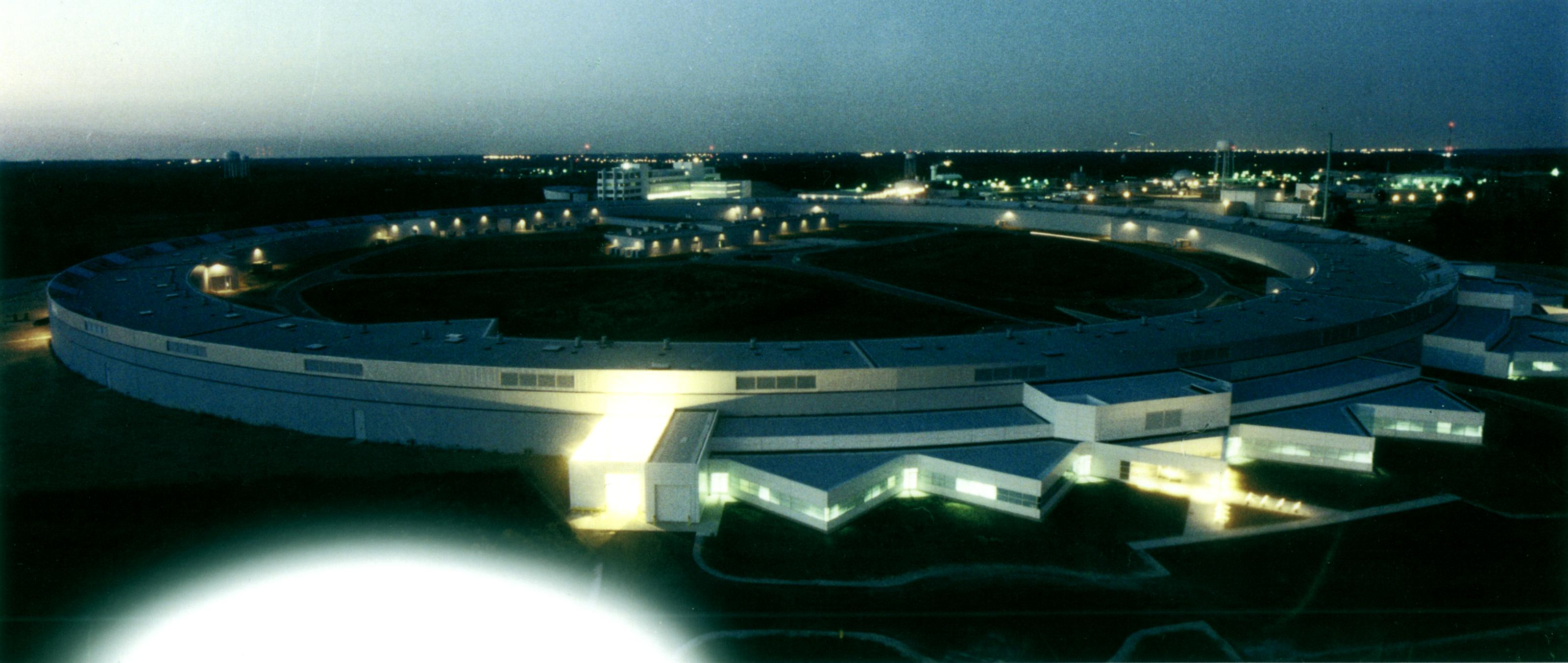
Extérieur de l'APS.

L'utilisation de rayons X à APS trouve des applications dans les domaines de la physique, la chimie, la biologie, la science des matériaux, la géologie et la géophysique.

## Description
L’APS utilise une série d’accélérateurs de particules pour pousser les électrons à une vitesse proche de celle de la lumière, puis les injecte dans un anneau de stockage qui fait environ deux tiers de mille de circonférence, soit 0,66 milles (1,1 km). À chaque virage de l'anneau, ces électrons émettent un rayonnement synchrotron sous forme de rayons X ultra-brillants. Au niveau des 65 stations d’expérimentation autour de l’anneau, les scientifiques utilisent ces rayons X pour la recherche fondamentale et appliquée dans un certain nombre de domaines.
Les scientifiques utilisent les rayons X générés par l’APS pour scruter l’intérieur des batteries, dans le but de créer des dispositifs de stockage d’énergie plus durables et à charge plus rapide ; améliorer l’impression 3D pour des matériaux plus durables ; en savoir plus sur le comportement des particules chargées afin d’améliorer l’électronique ; et cartographier le cerveau pour mieux comprendre les maladies neurologiques. La recherche de l’APS a joué un rôle dans le développement des vaccins COVID-19 utilisés aux États-Unis.
La salle d’expérimentation entoure l’anneau de stockage et est divisée en 35 secteurs, chacun d’entre eux ayant accès à deux lignes de faisceau de rayons X, l’un au niveau d’un dispositif d’insertion et l’autre au niveau d'un aimant de courbure. Chaque secteur correspond également à un module laboratoire/bureau offrant un accès immédiat à la ligne de lumière.
Deux prix Nobel de chimie ont été décernés pour des travaux réalisés en partie à l’APS. Le prix 2009 a été décerné pour la découverte de la structure du ribosome, et le prix 2012 pour la structure des récepteurs couplés aux protéines G.

## Mise à niveau de l'APS
L’APS a fait l’objet d’une mise à niveau qui a vu l’anneau de stockage d’origine remplacé par un nouveau réseau achromatique à plusieurs courbures. La construction de neuf nouvelles lignes de faisceau et de 15 lignes de faisceau existantes améliorées sera achevée en 2024 et 2025. Il en résultera des rayons X jusqu’à 500 fois plus brillants que ceux actuellement générés, et des lignes de faisceau qui permettront une plus grande capacité de concentration pour examiner des matériaux plus petits avec plus de détails. La période d’installation du nouvel anneau de stockage a commencé le 24 avril 2023 et s’est terminée environ 12 mois plus tard, en 2024, avec une démonstration du faisceau stocké le 20 avril 2024,.